# Phaseolus dumosus
Phaseolus dumosus là một loài thực vật có hoa trong họ Đậu. Loài này được Macfad. miêu tả khoa học đầu tiên năm 1837.